# Kjersti Ericsson

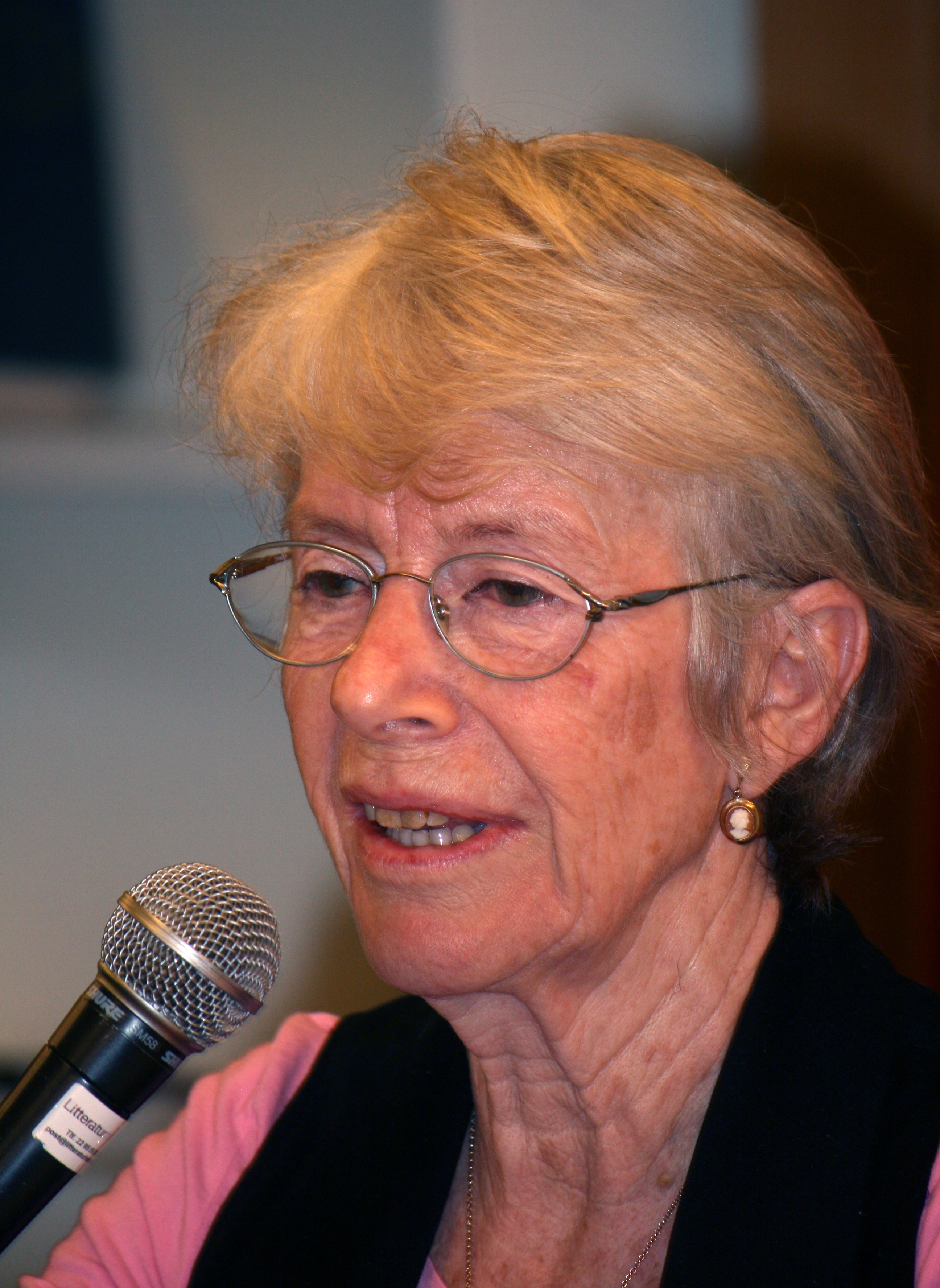
Kjersti Ericsson (2014)

Kjersti Ericsson (* 1944) ist eine norwegische Kriminologin, Psychologin und Schriftstellerin. Sie ist emeritierte Professorin der Universität Oslo. Neben Fachbüchern publizierte sie Gedichtbände und Romane.

## Werdegang
Ericsson machte 1969 ihren Abschluss als Psychologin an der Universität Oslo. Bis 1978 arbeitete sie als Forschungsassistentin und Dozentin am Fachbereich Psychologie, anschließend war sie am Institut für Kriminologie (inzwischen Fachbereich Kriminologie und Rechtssoziologie) tätig. 1997 wurde sie zur ordentlichen Professorin ernannt.
Von 1984 bis 1988 war Ericsson Vorsitzende der Arbeidernes Kommunistparti (marxist-leninistene).

## Schriften (Auswahl)

### Fachbücher
- Alternativ konfliktløsning. Universitetsforlaget, Oslo 1982, ISBN 82-00-06009-8.
- Drift og dyd.Kontrollen av jenter på femtitallet. Pax, Oslo 1997, ISBN 82-530-1857-6.
- Barnevern som samfunnsspeil. Pax, Oslo 1996, ISBN 82-530-1808-8.
- Forsømte eller forbryterske? Barnevern og kriminalitetskontroll i etterkrigstida. Ad Notam Gyldendal, Oslo 1996, ISBN 82-417-0757-6.
- Kjønnsspillet. Cappelen, Oslo 1992, ISBN 82-02-13016-6.
  - Die Geschlechterfalle. Sind wir biologisch bestimmt oder gesellschaftlich geprägt? Aus dem Norwegischen übersetzt von Gabriele Haefs, ECON-Taschenbuch-Verlag, Düsseldorf 1992, ISBN 978-3-612-26159-5.

### Romane
- Den andre døden. Forlaget Oktober, Oslo 2022, ISBN 978-82-495-2479-2.
- Hun, han og kvinnekampen. Forlaget Oktober, Oslo 2019, ISBN 978-82-495-2139-5.
- Et hjertes beliggenhet. Forlaget Oktober, Oslo 2013, ISBN 978-82-495-1150-1.
- Gunhild fra Vakkerøya. Forlaget Oktober, Oslo 2008, ISBN 978-82-495-0597-5.